# (3223) Forsius
(3223) Forsius (1942 RN) – planetoida z pasa głównego asteroid okrążająca Słońce w ciągu 4,21 lat w średniej odległości 2,61 au. Odkryta 7 września 1942 roku.